# ستاره خوش‌شانس (ترانه)
«ستاره خوش‌شانس» (به انگلیسی: Lucky Star) تک‌آهنگی از هنرمند اهل ایالات متحده آمریکا مدونا است که در سال ۱۹۸۳ میلادی منتشر شد.